# Union Pacific Railroad
Union Pacific Railroad je železniční společnost ve Spojených státech amerických. Sídlí v Omaze v Nebrasce a provozuje největší železniční síť v rámci Spojených států amerických.
Celkem provozuje 51 518 kilometrů kolejí, z nichž 42 118 přímo vlastní, v středních a západních částech Spojených států amerických na západ od Chicaga a New Orleans. V této oblasti je její hlavní konkurencí železniční společnost BNSF.
Největší seřaďovací nádraží společnosti je Bailey Yard v Nebrasce, které je největším seřaďovacím nádražím na celém světě.
Ve vozovém parku UP se vystřídalo mnoho zajímavých vozidel, například parní lokomotivy Big Boy, Challenger a série FEF, turbínové lokomotivy GTEL, z dieselových strojů pak EMD DDA40X, GE Dash 8-40C, GE AC4400CW a další.

## Historie
První úvahy o transkontinentální železnici začaly ve třicátých letech 19. století po prvních prezentacích lokomotiv britské výroby a jejich postupného zavádění do nových lokálních tratí. Hlavní překážkou byly především Skalisté hory, Sierra Nevada a pobřežní horská pásma na západním území USA. Severní trasa přes Montanu a Idaho do Oregonu byla v první fázi naprosto vyloučena kvůli předpokládaným obtížím se sněhem v zimě. Trasa vedoucí středem USA byla příznivější jednak z kontextu hlavních přistěhovaleckých linií a křížení s cestami pionýrů, ale opět zde díky klimatu byl neřešitelný problém se sněhem. Nakonec zvítězil návrh centrální trasy vedoucí z Washingtonu přes Texas do Los Angeles.
Roku 1845 pod vedením Asa Whitneye probíhal mapový průzkum terénu, Whitney jako průkopník stavby trasy získal i díky vynaložení vlastních nákladů podporu veřejnosti. U Kongresu však i přes několik podaných návrhů neúspěl a celý projekt na nějakou dobu utichl. Po delším čase federální vláda roku 1853 zahájila odkup pozemků, které by jí umožnili realizaci jižní trasy, veškeré plánování však zhatila Občanská válka severu proti jihu. Po skončení války se obnovili myšlenky výstavby železnice, které se však nově přesunuli na základě rozhodování konsorcia byznysmenů zvaných "Velká čtyřka" (The Big Four) opět směrem k Centrální trase.  Za tímto účelem začalo konsorcium v Sacramentu postupně skládat základní kapital a roku 1862 založili na základě Pacifického železničního zákona (Pacific Railway Act) přijatého Kongresem a podepsaného prezidentem Lincolnem "Železniční společnost centrálního Pacifiku". Hlavním prosazovatelem centrální trasy byl inženýr Theodore Judah, který byl následně jmenován hlavním inženýrem stavby, ale zemřel bohužel na žlutou zimnici dříve než práce začaly.